# Кибела
Кибела (грч. Κυβέλη), стара фригијска „мајка земља“ која је владала целом природом. Светковање јој је било карактеристично по дивљем заносу поштоволаца и по томе што су се обредно злиједили. У антици су Кибелу приказивали с назубљеном круном, која је нормалан атрибут азијских богиња мајки, и како вози кола која вуку лавови. Задржала је те црте и у ренесанси, али су јој били додати гвожђе и кључ, а понекад и кугла.
Одећа јој је претежно зелена и украшена цветовима. Као једно од четири почела, персонификује Земљу. Кибелу су штовали у Фригији у облику светога камена, који је у Рим донесен 204. п. н. е., за време другог пунског рата. Такође се спомиње у римској легенди када весталинка Клаудија, оптужена због блуда, која је уз помоћ чуда успела доказати своју невиност. Брод који је превозио камени кип богиње Кибеле, Велике Мајке, из Пергама у Рим, насукао се у муљу на ушћу Тибера.

## Митови и космологија
Главни митови о Кибели баве се њеним пореклом и односном са Атис. Најсложеније,најдетаљније,најживље и најјезивије приче о Кибели произвео је хришћански апологета Амброзије крајем 4. века наше ере у склопу своје антипаганске полемике. 